# めおと楽団ジキジキ
めおと楽団ジキジキ（めおとがくだんじきじき）は、世田谷きよしとカオルコの実の夫婦による音楽デュオ。出囃子は『二人は若い』。かつてのジャンルは「面白音楽」。今は「音曲漫才」で寄席の香盤表に記されている。夫婦の音曲漫才師は、この”めおと楽団ジキジキ”と”おしどり”の二組しか今は存在しない。

## メンバー

### 世田谷きよし
本名∶来往野”きすの” 潔、1952年4月24日生まれ、B型。ギター、コーラス、作・編曲担当。東京都世田谷区出身。

#### 経歴
•1978年6月25日「ダディ竹千代&東京おとぼけCATS」のギタリストとして　ビクターより「電気クラゲ」でデビュー。サザンオールスターズのデビューと同じ日。当時はよく共演していた。メンバーとも交流があった。漫才ブームの時にツービートとシングル盤を２枚制作している。詳しくはダディ竹千代&東京おとぼけCATS
- 解散後、各種音楽の制作活動を行う。その傍ら、青山レコーディングスクール講師を務めるほか、映画「上海バンスキング」（松竹）、テレビ番組「北野ファンクラブ」（フジテレビ系列）などに出演。
- 1998年、妻カオルコと結婚後、めおと楽団ジキジキを結成。

#### 人物
- 世田谷区瀬田に生まれる。瀬田幼稚園・世田谷区立瀬田小学校・世田谷区立瀬田中学校・東京都立桜町高等学校卒業、代々木ゼミナール中途退学。理由は横浜のディスコでバンド演奏の仕事が入った為。その時の対バンは矢沢永吉の「ヤマト(キャロルの前のバンド)
- 音楽を始めたきっかけは、小学校5年生の時に聴いた坂本九の「すてきなタイミング」とハナ肇とクレージーキャッツの「ハイそれまでョ」。そしてビートルズの「ツイスト・アンド・シャウト」。この3曲が人生を決めた。
- 趣味はレコード収集。LP18,000枚、EP2,500枚、CD8,000枚程所有。好きなジャンルは60年代ポップスとギターインスト。
- ギターは５０本ぐらい所有。テスコやグヤトーン等ビザール物が多い。ほとんどが使用不可。

### カオルコ
本名∶来往野 香子、1960年3月5日生まれ、O型。ヴォーカル、ピアニカ、アコーディオン担当。

#### 経歴
- 愛知県名古屋市生まれ。幼少期を福岡県北九州市門司で過ごし、中学生からは埼玉県で育つ。
- 4歳よりピアノを始め、小・中・高では合唱を通じ、歌の楽しさを知る
- 武蔵野音楽大学声楽科ドイツ歌曲専攻を優秀な成績で卒業。

#### 人物
- 音楽を始めたきっかけは、「気が付いたらやっていた」。
- 趣味は、バックギャモン（ボードゲーム）。かつては日本バックギャモン協会の代表を務めていた。

## 経歴
- 1998年 - 世田谷区用賀を拠点として、月1回のペースで活動を開始。
- 2002年 - 本格的に活動範囲を広げ始める。
- 2006年 - 名古屋の大須演芸場や東京の浅草東洋館など、演芸場に本格的に進出。
- 2008年 - 「笑点」（日本テレビ系列）に初出演。以後、3度にわたり出演。
- 2013年 - ボーイズバラエティ協会に加入。
- 2017年 - 落語協会に加入。

## 新聞・テレビ・etc

### 夕刊フジ 2023/8.15
東野ひろあき「ノマドの窓ー渡る世間はネタばかり」

漫才のスタイルで繰り広げられる歌ネタライブ　やっていることはベタだがすごくカッコいい！「めおと楽団ジキジキ」（夕刊フジ） - Yahoo!ニュース